# Köllő Babett
Köllő Babett (Szekszárd, 1978. október 30. –) magyar színész, oktató, táncos, szubrett és műsorvezető. 2025-ben a Csillag Születik! egyik zsűritagja.

## Életpályája
Gyerekkorát Bonyhádon töltötte. Középiskolai tanulmányait a Pécsi Művészeti Gimnázium és Szakgimnázium tánctagozatán végezte el. Az iskola mellett színészmesterség órákat is vett. Ezt követően a Gór Nagy Mária Színitanodába járt, majd visszatért Pécsre, ahol a Harmadik Színház társulatának tagja lett. Játszott többek között Győrött, Kalocsán, a Játékszínben, a Vidám Színpadon, a Thália Színházban és a Pesti Magyar Operett társulat előadásaiban.
Ismertséget először egy sörreklámban való alakítás hozott neki 2001-ben. Ezután szerepet kapott a Zsaruvér és csigavér című tévéfilmekben. 2003-ban egy kisebb szerepet kapott a Kontrollban. 2008-ban feltűnt a Kaméleonban, valamint a Valami Amerika 2.-ben is. 2012-ben az M1 Hacktion: Újratöltve című sorozatában kapott egy epizódszerepet, majd 2014-ben a Fapad című sorozatban volt látható.
Ezt követően lett szélesebb körökben ismert, amikor a Viasat 3 Feleségek luxuskivitelben című reality-műsorában szerepelt három évadon keresztül. 2017 novemberében az RTL Celeb vagyok, ments ki innen! című műsorának volt az egyik résztvevője. 2019-ben saját magát alakította a 200 első randi című napi sorozatban.
2020-ban részt vett a TV2 Nicsak, ki vagyok? – A rejtélyek színpada című műsorában, ahol a popcorn jelmez alatt volt látható. Ez év őszén a Sztárban sztár hetedik évadának egyik zsűritagja lett Bereczki Zoltán, Kökény Attila és Papp Szabolcs mellett. Ezután a Sztárban sztár leszek! második, harmadik és negyedik évadának mestere volt a TV2-n. 2022-ben a Drágám, add az életed! című műsort vezette Till Attilával együtt.
2021-ben Mersz 19-re lapot húzni? címmel önéletrajzi ihletésű motivációs könyvet adott ki.

## Szerepei

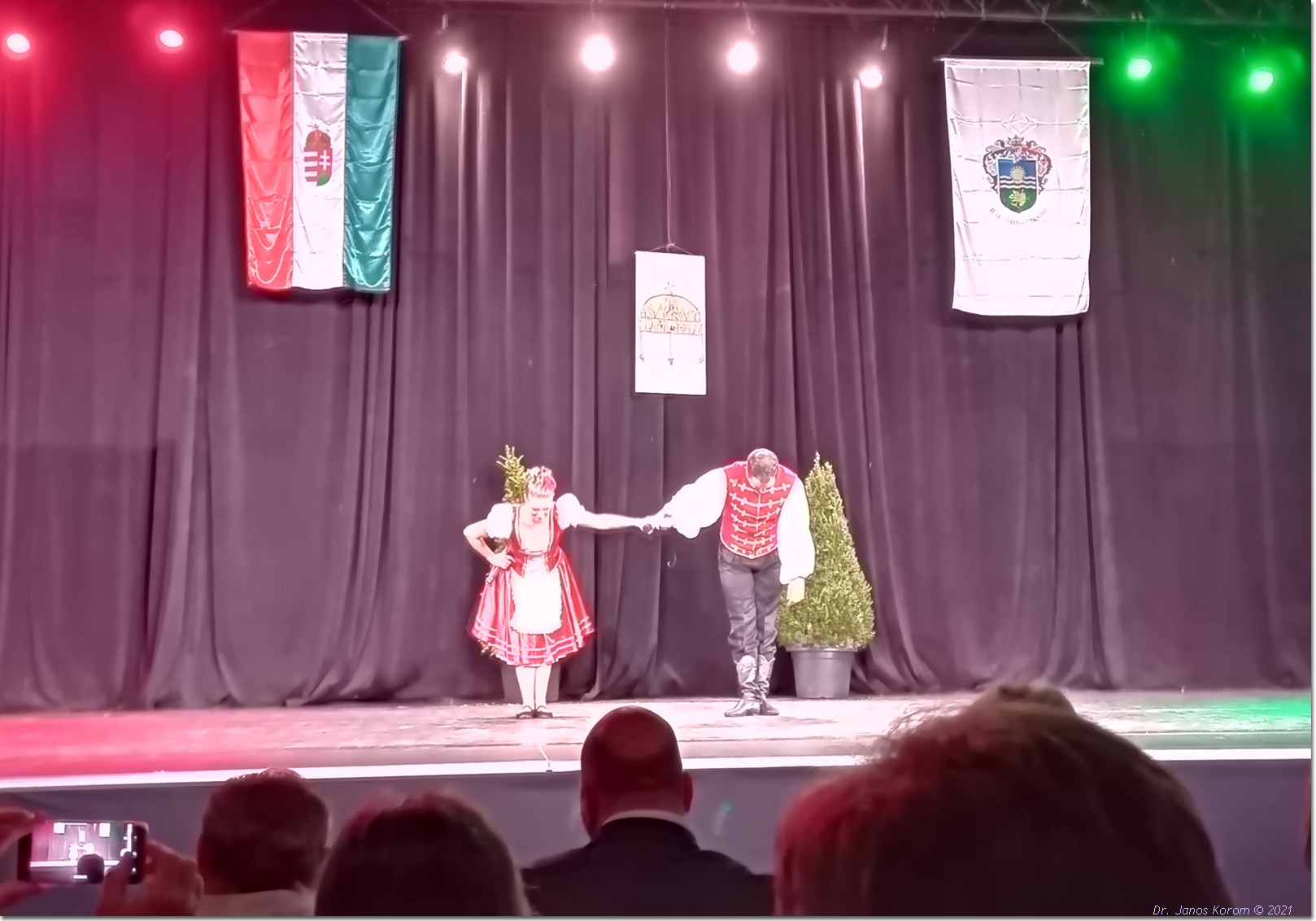
Köllő Babett és Czető Roland a 2021-es Operett Gálán Balatonszárszón

### Film
- Zsaruvér és Csigavér I.: A királyné nyakéke (2001)
- Zsaruvér és Csigavér II.: Több tonna kámfor (2002)
- Kontroll (2003)
- Állítsátok meg Terézanyut! (2004)
- Egy szoknya, egy nadrág (2005)
- Egy bolond százat csinál (2006)
- Kaméleon (2008)
- Valami Amerika 2. (2008)

### Sorozat
- Hacktion: Újratöltve (2012)
- Fapad (2014)
- Feleségek luxuskivitelben (2017–2020)
- 200 első randi (2019)
- Oltári történetek (2022)
- Marsra magyar! (2023)

### Televíziós
| Év        | Műsor                         | Szerep      | Csatorna |
| --------- | ----------------------------- | ----------- | -------- |
| 2017      | Celeb vagyok, ments ki innen! | versenyző   |          |
| 2018      | Csak show és más semmi!       | versenyző   |          |
| 2020      | Nicsak, ki vagyok?            | versenyző   |          |
| 2020      | Sztárban sztár                | zsűritag    |          |
| 2021–2023 | Sztárban sztár leszek!        | zsűritag    |          |
| 2022      | Drágám, add az életed!        | műsorvezető |          |
| 2025–     | Határtalan szerelem           | műsorvezető |          |
| 2025–     | Csillag Születik!             | zsűritag    |          |